# Миколайчук Ніна Федорівна
Миколайчу́к Ні́на Фе́дорівна (нар. 23 жовтня 1937 р., с. Острожець, Млинівського району на Рівненщині) — українська письменниця, педагог.
Закінчила філологічний факультет Рівненського педінституту. Багато років викладала українську мову і літературу в Острожецькій середній школі на Рівненщині. Організатор літературних вечорниць у своєму селі — «Шевченкові іменини», «Лесине свято», «Франкова криниця».
Творчість поетеси помітив педагог Василь Сухомлинський, назвавши Ніну Федорівну «неповторним палким самоцвітом». Добірку віршів уміщено в антології поетів-педагогів «Самоцвіти» (Київ, 1996). Листувалася з Олесем Гончарем, який схвально оцінив її першу поетичну збірку «Цвіт черешні». 

### Книги поезії та прози
- «Барви самоцвітів» (2001),
- «Неймовірна любов» (2003),
- «Благословенна будь» (2005),
- «Світає слово» (2007).

Чимало віршів стало піснями. 
Випустила краєзнавчий нарис «Острожець на сторінках історії» (2006).